# Cattedrale di San Trifone
La cattedrale di San Trifone (in croato: Katedrala Svetog Tripuna) è la cattedrale cattolica di Cattaro, in Montenegro, e sede della diocesi di Cattaro.

## Storia

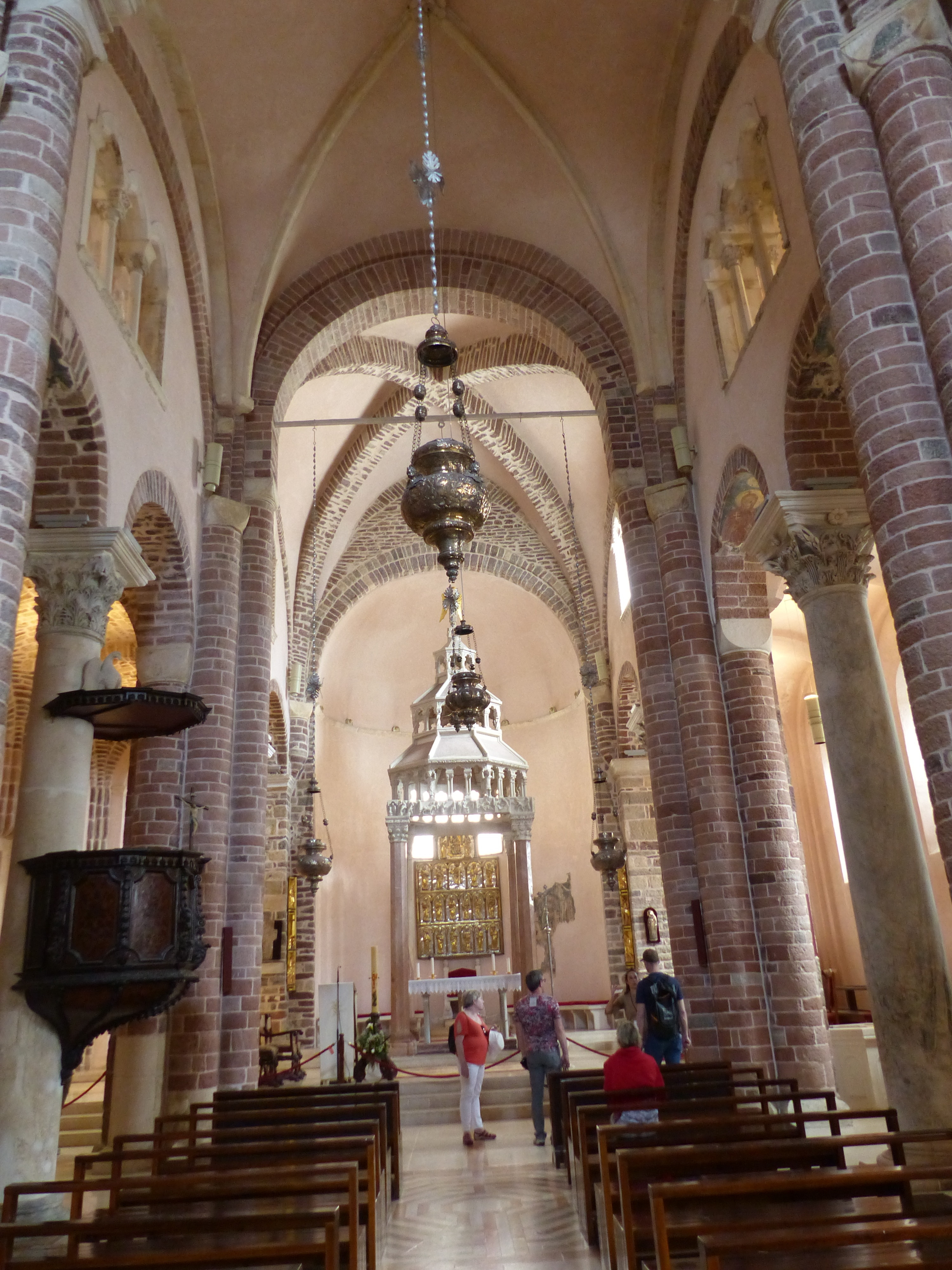
Veduta dell'interno.

I lavori per costruzione della cattedrale di Cattaro hanno avuto inizio nel 1124. I lavori si sono conclusi il 19 giugno 1166, quando la chiesa, in stile romanico con elementi di architettura bizantina, è stata solennemente consacrata. La chiesa è stata gravemente danneggiata e ricostruita dopo il terremoto del 1667, nel quale sono andati perduti la facciata ed i campanili originali. Un altro forte terremoto nell'aprile 1979 ha notevolmente danneggiato l'edificio, successivamente sottoposto a restauro. Durante la ristrutturazione sono stati introdotti elementi di architettura e decorazione d'interni, nello spirito e gusto del tempo in cui furono eseguiti.
All'interno si conservano pregevoli opere d'arte fra cui la cosiddetta Pala d'Oro di Cattaro, grande ancona in argento, opera di Marin Adamov, del maestro Johann di Basilea e altri, che la eseguirono nel XIV secolo. Inoltre sul presbiterio troneggia il grande ciborio del 1362.